# Жартівливі пісні

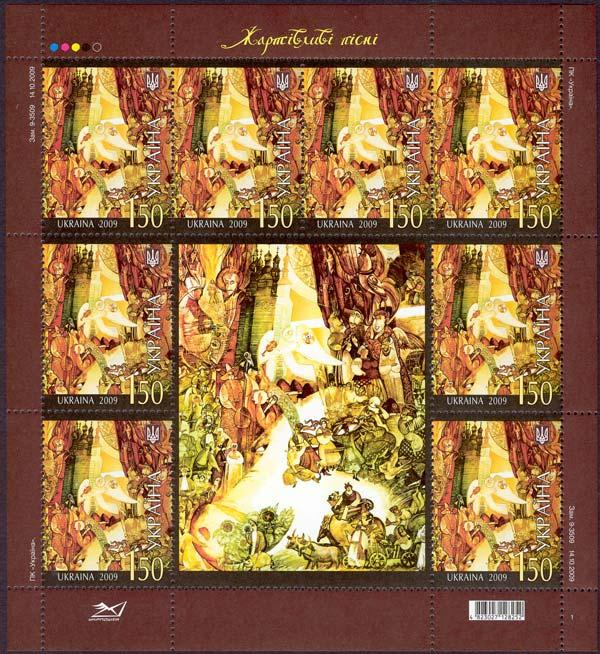
Аркуш марок Укрпошти «Жартівливі пісні» (2009) із серії «Українська пісня»

Жартівливі пісні — жанр українського музичного фольклору, що характеризується жартівливим чи сатиричним змістом. Жартівливі пісні беруть початок у творчості співців-скоморохів, згодом складалися кобзарями, лірниками, бурсаками, мандрівними дяками, козаками та ін., виконувалися на вулицях, на вечорницях, гулянках, забавах, танцях, розважальних народних зібраннях тощо.

## Тематика
Найчисельніша група жартівливих пісень оспівує різні етапи взаємин парубка й дівчини: заклик на вулицю («Добривечір, дівчино, куди йдеш?»), залицяння («Ой я, молода, на базар ходила»), побачення («Якби мені не тиночки»), освідчення («Та не люблю я ні Стецька, ні Грицька»), сватання («Ой ти гарний, Семене»).
Інша чисельна група присвячена тонкощам сімейного життя: порівняння його до й після одруження («Казав мені батько»), суперечки й сварки («Била жінка мужика»), нерівний шлюб («Задумав дідочок»), зрада («Я ж тебе, Галю, не лаю»), вади характеру — безгосподарність, скупість, неохайність тощо.

## Композиція пісень
За типом композиції розрізняють такі види жартівливих пісень:
- Пісні-діалоги, побудовані на контрасті, протиставленні та зіставленні («Гей, люди їдуть по ліщину»), що найприродніше досягається за участі кількох виконавців або груп
- Пісні-самооповіді (монологи), де співак характеризує себе у смішному вигляді, розкриваючи невідповідність дійсності й побажань («Коли б мені зранку»), наказів і вчинків («Казала мені мати»), слів і дії («Умираю, моя мати»).
- Описові пісні, де текст подається від третьої особи, неначе сторонній спостерігач розповідає про кумедні події, ситуації, сцени, риси характеру тощо. Пісенний зміст буває досить докладним: перелічуються процеси праці (сіяв, вибирав, молотив — «Кум з кумою залицяється»), події за днями тижня («Вчора була неділенька, нині — понеділок»), дійові особи («Сватав мене, матінко, перший») і т. ін.
- Пісні змішаної форми. Один з найпоширеніших прийомів — накопичення, нанизування деталей, сукупність котрих створює комічне враження («Ой кум до куми залицявся»).

## Музичні особливості
Жартівливі пісні як правило характеризуються жвавим темпом, нешироким діапазоном мелодії, переважає середнім регістр, однорядковий наспів, що варіюється. Варіювання мелодії, як правило, сполучається з поступовим прискоренням темпоритму («От такий-то я, Ярема»). У структурі домінують квадратність, парний розмір (2/4; %) квантитативна ритміка (кількість звуків відповідає кількості складів). За змістом і музичним складом з жартівливими піснями змикаються танцювальні пісні.